# G.711
G.711 ist eine Richtlinie der ITU-T zur Digitalisierung analoger Audiosignale mittels Puls-Code-Modulation (PCM). Einsatzbereiche dieses Codecs sind die klassische Festnetz-Telefonie und IP-Telefonie im A-law- oder μ-law-Digitalisierungsverfahren (PCMA bzw. PCMU).
Bei G.711 wird in zeitlichen Schritten von 125 µs, dies entspricht einer Abtastrate von 8000 Hz, jeweils ein Sample des Audiosignals erzeugt. Das Sample wird dabei verlustbehaftet auf 8 bit komprimiert. Der generierte Datenstrom hat eine Datenübertragungsrate von 8000 Hz × 8 bit = 64 kbit/s. Die höchste Frequenz des analogen Signals darf nach dem Nyquist-Shannon-Abtasttheorem maximal 4000 Hz betragen. Nach G.711 wird nur der Frequenzbereich von 300 bis 3400 Hz bei der Digitalisierung codiert. Zur anschließenden nichtlinearen Codierung des Digitalsignals werden zwei verschiedene Verfahren für die Quantisierung verwendet: In Europa das A-law-, in Nordamerika und Japan das µ-law-Verfahren. Wegen des Overheads werden für die IP-Übertragung von G.711-Sprachkanälen Datenübertragungsraten von 80 kbit/s bis 128 kbit/s benötigt.

## Einsatz
G.711 ist eine von vielen Codierungen bei IP-Telefonie (VoIP) und wird bei ISDN eingesetzt. Die Sprachqualität eines VoIP-Telefonats mit G.711 entspricht daher derjenigen von ISDN. In der Einordnung des Mean Opinion Score (MOS) erreicht G.711 einen Wert von 4,4. Der MOS ermittelt das subjektive Empfinden der Sprachqualität eines Benutzers. Damit erreicht G.711 eine höhere subjektive Sprachqualität als die meisten anderen Codecs, wie G.726 und G.729. Diese haben dafür den Vorteil, dass durch Datenkompression eine geringere Datenübertragungsrate benötigt wird.